# 교류

교류(交流, 영어: alternating current, AC)는 시간에 따라 주기적으로 크기와 방향이 변하는 전류다. 교류 전류를 사용하는 전압을 교류 전압이라고 한다. 방향이 일정한 직류와는 다르게 교류는 전하의 방향, 크기가 계속 바뀌기 때문에 +, - 단자를 구별하지 않는다.
교류는 19세기 웨스팅하우스에 근무하던 니콜라 테슬라가 교류 방식을 대부분 고안하였다.

## 교류 전원 주파수
전기 시스템의 주파수는 국가에 의해 때로는 국가 내에서 변화한다.
대부분의 전력이 50 또는 60 헤르츠에서 생성된다.

## 높은 주파수에서 효과
직류는 균일한 와이어의 단면에 걸쳐서 균등하게 흐르게 된다.
표피 깊이는 전류 밀도가 63%로 감소하는 두께이다.
전류가 도체의 주위에 흐르기 때문에, 도체의 실효 단면적이 감소한다.
저항이 단면적에 반비례하기 때문에 이것은 도체의 실효 교류 저항을 증가시킨다.

## 교류발전
발전소에서는 통상 삼상교류발전기를 이용한다. 발전된 전력은 변압기를 통해 특고압으로 변전되어 교류송전 된다. 해저송전등은 정류기와 인버터를 사용한 직류송전도 이용된다.
배전에 이용되는 전기방식은 삼상4선식, 삼상3선식, 단상3선식 등이 있다.
전력회사가 공급하는 교류의 상품전원의 진동수는 나라마다 다르다. 현재 대한민국의 상용주파수는 60Hz이다.

## 같이 보기
- 직류
- 임피던스 - 어드미턴스
- 실효치 - 평균치 - 최대치
- 교류회로 - 단상교류 - 삼상교류
- 송전 - 교류송전 - 직류송전
- 변전 - 변전소 - 변전설비
- 배전 - 수전설비 - 삼상4선식 - 삼상3선식 - 단상3선식-
- 대체교류발전기(AAC)
- 전기공학 - 전력공학
- 상용전원주파수
- AC 어댑터